# Vis-à-vis (urbanisme)
Pour les articles homonymes, voir Vis-à-vis.
Un vis-à-vis est une disposition architecturale et urbanistique plaçant face aux fenêtres et terrasses d'un bien immobilier donné d'autres structures du même type. La présence d'un ou plusieurs vis-à-vis déprécie la valeur des biens immobiliers concernés, car la proximité du voisinage peut empêcher d'y évoluer en toute intimité. Au contraire, l'absence de vis-à-vis en apprécie la valeur et peut permettre, dans les régions littorales, une vue sur mer.